# Port lotniczy Malekoula
Port lotniczy Malekoula (IATA: LPM, ICAO: NVSL) – port lotniczy położony na wyspie Malekoula (Vanuatu).